# Arblade-le-Haut
 Arblade-le-Haut  là một xã thuộc tỉnh Gers trong vùng Occitanie tây nam nước Pháp. Xã này có độ cao trung bình 154 mét trên mực nước biển.

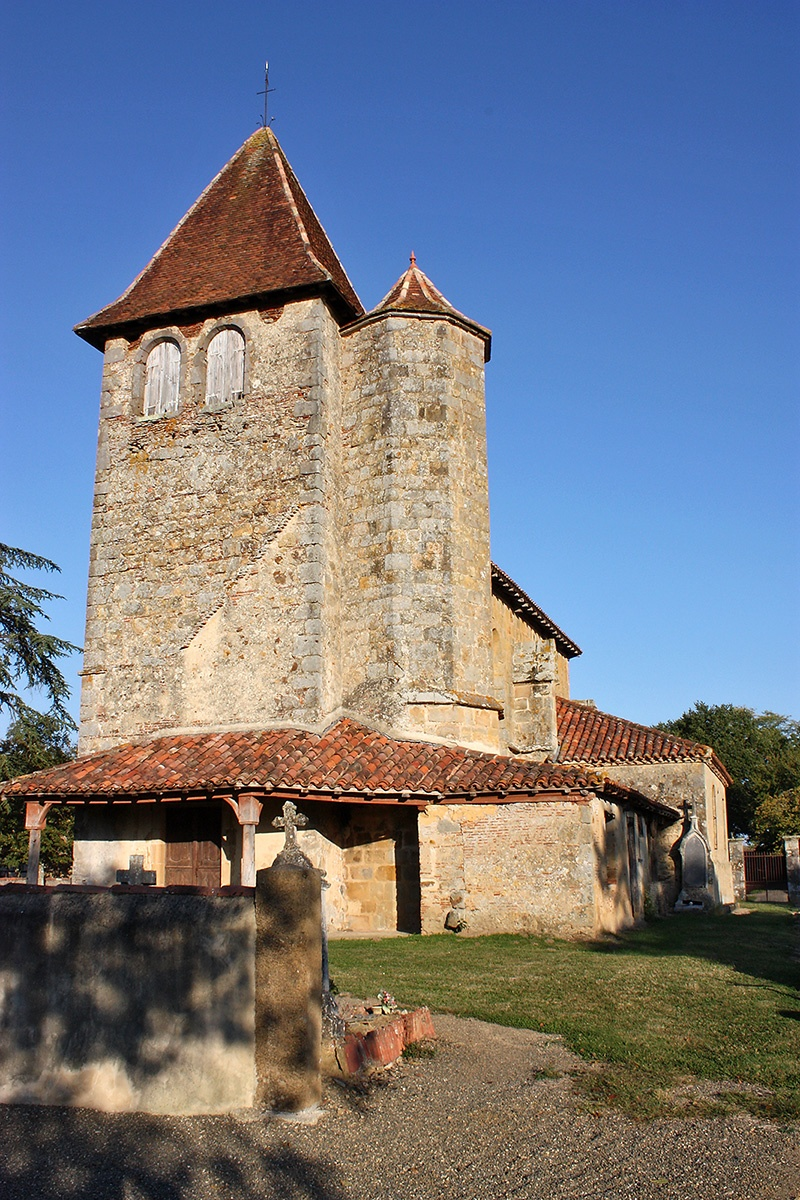
Arblade-le-Haut